# الإعاقة والمجتمع
"الإعاقة والمجتمع" هي مجلة أكاديمية مُحكّمة في مجال دراسات الإعاقة. تأسست عام 1986 تحت اسم "الإعاقة، الإعاقة والمجتمع"، واتخذت اسمها الحالي عام 1994. تصدرها دار تايلور وفرانسيس، ورئيسة تحريرها ميشيل مور (جامعة إسيكس). ووفقًا لتقارير الاستشهادات الدورية، بلغ معامل تأثير المجلة عام 2017 1.212، مما يجعلها في المرتبة 42 من بين 98 مجلة في فئة "العلوم الاجتماعية، متعددة التخصصات"، وفي المرتبة 40 من بين 69 مجلة في فئة "إعادة التأهيل".

## روابط خارجية
- الموقع الرسمي